# Corina Ssuschke
Corina Ssuschke-Voigt (Dresda, 5 maggio 1983) è una pallavolista tedesca, centrale dello FTSV Straubing.

## Carriera
Corina Ssuschke dopo alcuni anni in vari club pallavolistici minori come il Chemnitzer PSV e il VCO Pirna, nel 2001 approda nella serie A tedesca con la maglia del Dresdner Sportclub 1898, squadra con la quale resta 7 stagioni riuscendo a vincere un campionato nella stagione 2006-07. A partire dal 2006 entra a far parte stabilmente della nazionale tedesca partecipando al campionato mondiale, sua prima esperienza internazionale.
Nella stagione 2008-2009 arriva in Italia, acquistata dalla Pallavolo Cesena, squadra di serie A1 con la quale conquista la salvezza all'ultima giornata. Nel 2009 lascia l'Italia per iniziare una nuova esperienza in Repubblica Ceca con la squadra del Volejbalový klub Prostějov, con la quale vince due scudetti. Nel 2011 con la nazionale vince la medaglia d'argento al campionato europeo. Nella stagione 2011-12 viene ingaggiata dall'Atom Trefl Sopot, con cui vince il campionato.
Nel campionato 2012-13 passa al Lokomotiv Bakı Voleybol Klubu, nella Superliqa azera; con la squadra nazionale vince la medaglia d'oro all'European League 2013 e quella d'argento al campionato europeo 2013, dove indossa per l'ultima volta la maglia della nazionale. Nella stagione successiva viene ingaggiata nella Ligue A francese dal Racing Club de Cannes, giocando per il club fino al mese di dicembre, ritornando a giocare da gennaio per il Dresdner Sportclub 1898 fino al termine della stagione, con cui vince lo scudetto.
Nel campionato 2014-15 si trasferisce nel VfB 91 Suhl, tuttavia prima dell'inizio della stagione annuncia un periodo di inattività a causa di una gravidanza. Ritorna in campo nel campionato seguente, ingaggiata dal neopromosso FTSV Straubing.

## Palmarès

### Club
- Campionato tedesco: 2

2006-07, 2013-14
- Campionato polacco: 1

2011-12
- Campionato ceco: 2

2009-10, 2010-11

### Nazionale (competizioni minori)
- Trofeo Valle d'Aosta 2008
- European League 2013

### Premi individuali
- 2013 - Superliqa azera: Miglior servizio